# Aloeides kaplani
Aloeides kaplani (tên tiếng Anh: Kaplan's Copper) là một loài bướm thuộc họ Lycaenidae. Đây là loài đặc hữu của Nam Phi, ở đó nó is known from the West Cape.
Sải cánh khoảng 28–32 mm đối với con đực và 30–40 mm đối với con cái. Cá thể trưởng thành mọc cánh từ tháng 9 tới tháng 12, đỉnh điểm vào tháng 10. Mỗi năm loài này có một thế hệ.